# John J. Becker
John Joseph Becker, né à Henderson (Kentucky) le 22 janvier 1886 et mort à Wilmette (Illinois) le 21 janvier 1961, est un compositeur américain. Avec Charles Ives, Carl Ruggles, Henry Cowell et Wallingford Riegger, il appartient au groupe des American Five, compositeurs de musique dite « ultra-moderne ».
Ses archives personnelles sont conservées à la New York Public Library et à l'Université Saint-Thomas (en) du Minnesota.